# Hadia Bentaleb
Hadia Bentaleb (tiếng Ả Rập: هادية بن طالب; sinh ngày 31 tháng 8 năm 1980) là một tay đấm người Algérie. Bentaleb đại diện cho Algérie tại Thế vận hội Mùa hè 2008 ở Bắc Kinh, nơi cô thi đấu trong sự kiện épée cá nhân nữ. Cô đã thua vòng sơ loại ba mươi hai trận trước Emese Szász của Hungary, với số điểm 4-15.